# Эдем (Блейк)

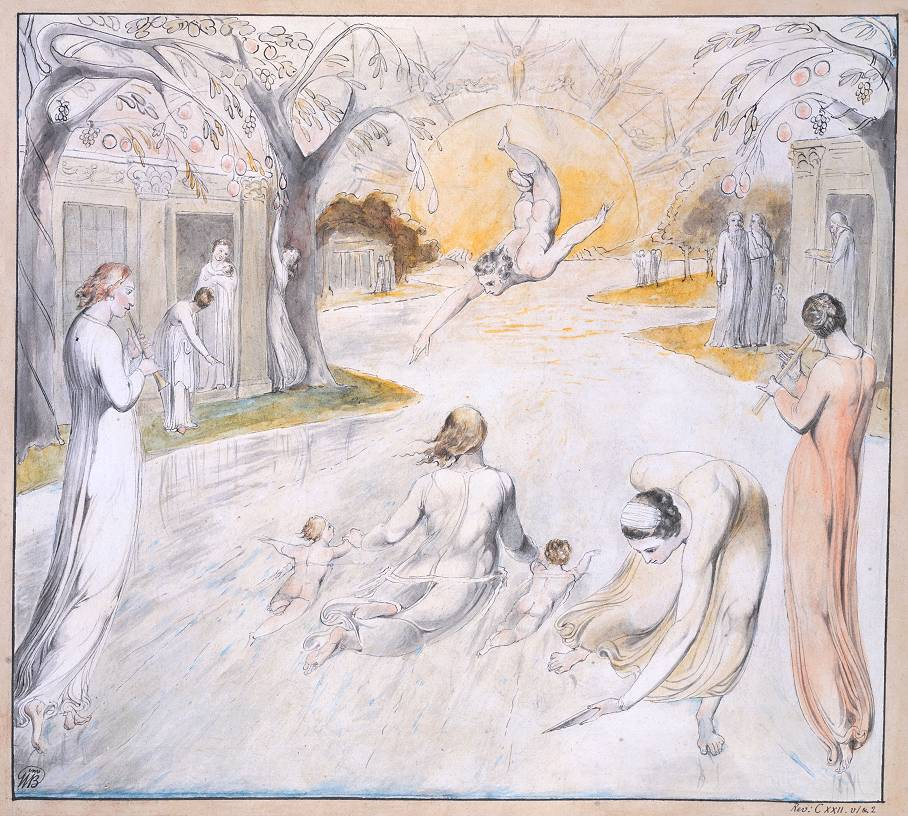
Уильям Блейк. Река Жизни

Рай или Эдем (Eden) — в мифологии Уильяма Блейка это:
1) Земной Эдем, по Блейку, «плодовый сад», созданный Уризеном, пробуждённым от смертельного сна голосом перворождённого человека Орка.
2) Небесный или духовный Эдем или Рай — обиталище Божественной Семьи Бессмертных. Эдем олицетворяет человеческое совершенство.  Это «Небеса Человека», его постоянный дом. Эдем «четверичен» и «человечен». Это один из четырёх миров или состояний Вселенной наряду с Порождением, Беулой и  Ульро.  Это «Божий сад» и «край Жизни», в котором находятся «золотые горы» и «горные дворцы», ткальни, где ткутся «одежды бессмертия» и «колёса внутри колёс», которые «вращаются свободно в мире и согласии». Там же протекают четыре реки — это четыре рукава «реки Жизни», представляющие четырёх Зоа, имена которых: Уризен, Уртона, Лува и Тармас.